# Elizabeth Scotty
Elizabeth Scotty (* 12. Juli 2001) ist eine US-amerikanische Tennisspielerin.

## Karriere
Scotty spielt bislang vorrangig auf der ITF Women’s World Tennis Tour, wo sie aber bislang noch keinen Titel gewinnen konnte.
Im August 2021 erhielt sie zusammen mit ihrer Partnerin Makenna Jones eine Wildcard für das Hauptfeld im Damendoppel der Mubadala Silicon Valley Classic 2021, einem Turnier der WTA Tour.

### College Tennis
Scotty spielt für das Damentennis-Team der University of North Carolina at Chapel Hill. Im Februar 2021 wurde Scotty zur Spielerin der Woche der ITA gewählt. Im Mai 2021 gewann sie zusammen mit Makenna Jones den Titel der NCAA Division I Tennis Championships.